# Amfibol
Amfiboli so pomembna skupina kamninotvornih, običajno temno obarvanih inosilikatnih mineralov. Zgrajeni so iz dvojnih verig tetraedrov SiO4, ki so med seboj povezani preko oglišč. Njihova splošna formula je A(0-1)B2C5T8O22Y2, pri čemer je:
- A = Na+, K+ ali nič
- B = Na+, Li+, Ca2+, Mn2+, Fe2+, Mg2+
- C = Mg2+, Fe2+, Mn2+, Al3+, Fe3+, Ti4+
- T = Si4+, Al3+
- Y = OH-, F-, Cl-

Splošna formula dvojne silikatne verige je RSi4O11.

## Mineralogija
Amfiboli kristalizirajo v monoklinskem in ortorombskem kristalnem sistemu. Po kemijskih lastnostih in splošnih značilnostih so podobni piroksenom. Od njih se razlikujejo predvsem po tem, da vsebujejo esencialni hidroksil (OH) ali halogen (F, Cl) in da je njihova osnovna struktura dvojna veriga tetraedrov SiO4, medtem ko ima osnovna struktura piroksenov enojno verigo. Najbolj vidna razlika med njimi je razkolnost: amfiboli imajo poševne razkolne ravnine s kotom približno 120º, medtem ko je pri piroksenih kot približno 90º.  Amfiboli imajo tudi manjšo gostoto od ustreznih piroksenov. Pri optičnih lastnostih je za mnoge amfibole značilen močan pleohroizem  in manjši kot ekstinkcije na simetrijski ravnini. Amfiboli so osnovno gradniki amfibolitov.

### Amfiboli v kamninah
Amfiboli so minerali magmatskega ali metamorfnega izvora. V prvem primeru se pojavljajo kot  sestavine (rogovača) magmatskih kamnin, na primer granita, diorita, andezita in drugih. Sestavina naravnih amfibolov je včasih tudi kalcij. Med amfiboli metamorfnega porekla so takšni, ki so se s kontaktnim metamorfizmom razvili v apnencih (tremolit) in takšni, ki so nastali s pretvorbami drugih feromagnezijevih mineralov (rogovača). Psevdomorfi amfibola so poznani kot aktinoliti. 

## Zgodovina in etimologija
Ime amfibol, ki je nastalo iz grške besede αμφιβολος  [amfibolos] in pomeni  dvoumen ali  nejasen, je prvi uoprabil René Just Haüy za tremolit, aktinolit, turmalin in rogovačo. Z imenom je hotel nakazati njhovo raznolikost v sestavi in videzu. Poleg omenjenih mineralov obstajajo tudi številne pomembne podvrste in različki, ki so razvrščeni v dva niza in so prikazani v naslednji preglednici. 

## Minerali

### Kemijske formule
Ortorombski niz
- antofilit (Mg,Fe)7Si8O22(OH)2
- holmkvistit  Li2Mg3Al2Si8O22(OH)2

Monoklinski niz
- tremolit    Ca2Mg5Si8O22(OH)2
- aktinolit    Ca2(Mg,Fe)5Si8O22(OH)2
- kamingtonit Fe2Mg5Si8O22(OH)2
- grunerit Fe7Si8O22(OH)2
- rogovača   Ca2(Mg,Fe,Al)5(Al,Si)8O22(OH)2
- glavkofan  Na2(Mg,Fe)3Al2Si8O22(OH)2
- riberkit (ali krokiodolit) Na2Fe2+3Fe3+2Si8O22(OH)2
- arfverdsonit Na3Fe2+4Fe3+Si8O22(OH)2
- rihterit  Na2Ca(Mg,Fe)5Si8O22(OH)2
- pargazit NaCa2Mg3Fe2+Si6Al3O22(OH)2
- vinčit (CaNa)Mg4(Al,Fe3+)Si8O22(OH)2

### Opis
Amfiboli imajo zaradi zelo različne kemijske sestave zelo različne lastnosti in splošni videz.
Antofilit z nahajališča Konsberg (Norveška) in nekaterih drugih nahajališč  je običajno rjavkasta, vlaknata ali lamelasta masa, ki se skupaj z rogovačo pojavlja v sljudnih skrilavcih. Sorodne aluminozne vrste so poznane kot gedrit, temno zelen različek iz Rusije, ki vsebuje nekaj železa, pa kot kuferit.
Rogovača je pomembna sestavina mnogih magmatskih kamnin in amfibolitov, ki so nastali z metamorfizmom bazalta.
Aktinolit je pomemben in pogost pripadnik niza monoklinskih amfibolov, ki tvori žarkaste skupine igličastih kristalov svetlo zelene ali sivkasto zelene barve. Pogosto se pojavlja v zelenih skrilavcih. Njegovo ime je sestavljenka iz grških besed ακτις [aktis] – žarek in λιθος [lithos] – kamen. 
Glavkofan, krocidolit, riberkit in arfvedsonit tvorijo nekoliko drugačno skupino alkalnih amfibolov. Prva dva pripadnika sta modra vlaknata minerala. Glavkofan se pojavlja v modrih skrilavcih, krocidolit (modri azbest) pa v železovi rudi. Oba sta nastala v dinamo-metamorfskih procesih. Zadnja dva pripadnika sta temno zelena minerala, ki se pojavljata kot izvirni sestavini magmatskih kamnin, bogatih z natrijem, na primer v nefelinskem sienitu in fonolitu.
Pargazit je redek, z magnezijem bogat amfibol z bistvenim elemetom natrijem, ki se običajno pojavlja v ultramafičnih kamninah. Pojavlja se tudi v redkih ksenolitih Zemljinega plašča, ki jih je s seboj prinesel kimberlit. 
Pargazit je trd, gost, črn in po navadi idiomorfen mineral z rdeče rjavim pleohroizmom v petrografski tanki rezini. 